# الطريق الطويل
رواية الطريق الطويل هي أحد مؤلفات الأديب نجيب الكيلاني. وقد عُرف عن الكيلاني تنوعه في موضوعات كتاباته. فقد اشتملت على الكثير من الأحداث التاريخية، والرسائل القرآنية، والمقاطع الشعرية، وبعض المواقف الاجتماعية، وغيرها.
رواية الطريق الطويل من الروايات التي تتحدث عن فترة من تاريخ مصر، وهي فترة ما بين الحرب العالمية الثانية والعدوان الثلاثي، والاحتلال الإنجليزي. فالطريق الطويل يقصد به طريق النضال من أجل الحصول على الحرية. والرواية تحكي قصة طفل مصري عاش وكبر تحت حكم الاحتلال لبلاده، وأصبح حلمه عندما صار شابًا يتمثل في تحرير فلسطين، وشاب آخر اقتنع بالقومية العربية في مقاومة الاحتلال الإسرائيلي.
تتحدث الرواية عن معاناة الشعب المصري، وما تعرضوا له من ظلم وذل وجوع وفقر نتيجة احتلال بلادهم. وتتحدث أيضًا عن النضال العظيم الذي قدمه الشعب المصري وشبابه من أجل تحرير بلده وحريتها واستقلالها. وذكرت تضحية الفلاح البسيط لأجل تعليم أبنائه، وسعادته بزراعة أرضه وعمله بها برغم الشقاء الذي يلاقيه أثناء هذا العمل.